# Terrapene ornata ornata
Terrapene ornata ornata es una de las dos subespecies de Terrapene ornata nativas de las grandes llanuras de Estados Unidos. Es el reptil oficial del estado de Kansas. Es una tortuga de caja relativamente pequeña, que actualmente no está amenazada o en peligro, pero es motivo de preocupación y protección en seis estados del Medio Oeste de Estados Unidos (Colorado, Iowa, Indiana, Nebraska, Kansas, y Wisconsin). 

## Descripción
Los machos y las hembras se parecen, pero los machos suelen ser más pequeños, existe una variación de color con líneas amarillas del centro del caparazón a través de los bordes grises, rojo marrón, o color negro. Además del tamaño, los machos se distinguen de las hembras de varias maneras; una gran garra curva interior de las patas traseras, una cola más larga, más gruesa y de color rojizo en las patas y ocasionalmente en la mandíbula. 